# Prieuré de Noron-l'Abbaye
Le prieuré de Noron-l'Abbaye est le prieuré d'un ancien monastère situé à Noron-l'Abbaye dans le département français du Calvados, en France. L'édifice est inscrit au titre des monuments historiques depuis le 25 juin 1928.

## Localisation
Cet ancien prieuré est situé, à 700 m au nord-ouest du bourg de Noron-l'Abbaye. 

## Historique
Le prieuré a été fondé en 1072 par Guillaume Pantol. Il a été ensuite aménagé au cours des XIIe et XIVe siècles.